# Mirasadulla Mirgasimov
Mirasadulla Miralasgar oglu Mirgasimov (en azerí: Mir Əsədulla Mir Ələsgər oğlu Mirqasımov; Bakú, 17 de noviembre de 1883 - Bakú, 20 de julio de 1958) fue un cirujano y científico soviético. Él fue uno de los fundadores y primer presidente de la Academia Nacional de Ciencias de Azerbaiyán entre 1945 y 1947.

## Biografía
Mirasadulla Mirgasimov nació el 17 de noviembre de 1883 en la ciudad de Bakú. En 1913 se graduó en la Facultad de Medicina de la Universidad de Odesa. En 1927 se convirtió en doctor en ciencias médicas, en 1929 en profesor, en 1945 en académico de la Academia de Ciencias de la República Socialista Soviética de Azerbaiyán y en su primer presidente. Él fue uno de los organizadores de la Academia Nacional de Ciencias de Azerbaiyán y de la Universidad de Medicina de Azerbaiyán.
Mirasadulla Mirgasimov fue primer presidente de la Academia Nacional de Ciencias de Azerbaiyán entre 1945 y 1947. Durante sus 45 años de actividad médica y de investigación científica, publicó dos monografías, un libro de texto sobre cirugía general, así como más de 90 artículos científicos.
Mirasadulla Mirgasimov falleció el 20 de julio de 1958 en la ciudad de Bakú.

## Premio y títulos
- Orden de la Bandera Roja del Trabajo (1940; 1950)
- Orden de la Estrella Roja (1943)
- Orden de Lenin (1946)
- Medalla por la Defensa del Cáucaso (1946)
- Medalla por el Trabajo Valiente en la Gran Guerra Patria 1941-1945
- Medalla por la Victoria sobre Alemania en la Gran Guerra Patria 1941-1945